# Thomas Hitzlsperger
Thomas Hitzlsperger, nemški nogometaš, * 5. april 1982, München, Zahodna Nemčija.
Hitzlsperger je nekdanji nogometaš in sedanji nogometni funkcionar, ki je igral na položaju veznega igralca.